# Guto Ferreira
Augusto Sérgio Ferreira, genannt Guto Ferreira, (* 7. September 1965 in Piracicaba) ist ein brasilianischer Fußballtrainer.

## Karriere
Guto Ferreira machte Mitte der 1980er Jahre seinen Abschluss im Bereich Sportunterricht an der Universidade Metodista de Piracicaba. 1985 begann im Nachwuchsbereich des EC XV de Novembro in seiner Heimatstadt zu arbeiten. In dem Bereich arbeitete danach beim FC São Paulo und SC Internacional. Bei Zweiterem begann er 2000 zudem als Assistenztrainer und wurde 2002 erstmals Cheftrainer. In dem Jahr konnte er mit dem Klub die Staatsmeisterschaft von Rio Grande do Sul gewinnen. Am fünften Spieltag der Série A 2002 empfing Internacional den FC São Paulo und erreichte ein 2:2. In den vier Spielen zuvor nur einen Sieg, ein Unentschieden und zwei Niederlagen gab, wurde er entlassen.
In der Folge betreute er nach einer Zwischenstadion beim EC Noroeste ab August 2003 den portugiesischen FC Penafiel in der Segunda Liga 2003/04. Im Februar kündigte er seinen Vertrag aufgrund persönlicher Probleme. Zu dem Zeitpunkt lag der Penafiel auf dem fünften Platz, nur zwei Punkte hinter einem Aufstiegsplatz. Nur vier Wochen später wurde Ferreira Trainer beim Ligakonkurrenten Naval 1º de Maio. Er blieb bis September des Jahres und kehrte dann in seine Heimat zurück.
In der Folge arbeitete meist für unterklassige Klubs und konnte verschiedene regionale Titel gewinnen. Ihm gelangen aber auch mehrmals Vereine in der obersten Spielklasse Brasilien betreuen. So in der Série A 2016 bis zum zehnten Spieltag Chapecoense. Zu dem Zeitpunkt lag der Klub auf dem achten Platz. Sein Nachfolger wurde Caio Júnior. Dieser verunglückte mit einem großen Teil der Mannschaft auf dem LaMia-Flug 2933 am 28. November 2016.
Ferreira wurde kurz nach seiner Entlassung vom EC Bahia engagiert. Diesen führte er auf den vierten Platz in der Série B 2016 und damit in die Série A 2017. Hier konnte er im Mai die Copa do Nordeste 2017 gewinnen. Er verließ Bahia nach dem dritten Spieltag Série A 2017 und wurde Trainer beim SC Internacional. Internacional hatte aus der Série A 2016 als 17. absteigen müssen und wollte den direkten Wiederaufstieg in der Série B 2017 erreichen. Obwohl dieser bereits feststand, musste Ferreira den Klub am 11. November nach dem 35. Spieltag vorzeitig wieder verlassen. Der Vorstand des Klubs gab den massiven Fanprotesten nach vier Spielen ohne Sieg (eine Niederlage, drei Unentschieden) nach.
Im Dezember 2017 gab Bahia seine erneute Verpflichtung für 2018 bekannt. Der Kontrakt erhielt eine Laufzeit bis Ende 2018. Anfang April 2018 konnte Ferreira mit dem Klub den Erfolg in der Staatsmeisterschaft von Bahia feiern. In den Finalspielen wurde der EC Vitória mit 2:1 und 1:0 geschlagen. Allerdings kam in der Série A 2018 seine Demission bereits nach dem neunten Spieltag. Mit nur zwei Siegen, zwei Unentschieden und fünf Niederlagen lag der Klub auf einem der Abstiegsplätze. Zwei Monate später gab dann Bahias Ligakonkurrent Chapecoense bekannt, Ferreira zum zweiten Mal verpflichtet zu haben. Das Engagement hielt bis zum 15. Oktober, dann musste er nach dem 29. Spieltag auf Platz 17 liegend, wieder gehen.
Am 20. Februar 2019 einigte Ferreira sich mit Sport Recife auf einen Kontrakt bis zum Jahresende. Mit dem Klub startete erfolgreich. So gewann er zunächst die Staatsmeisterschaft von Pernambuco 2019 und konnte Ende November in der Série B 2019 den zweiten Platz und damit Aufstieg in die Série A 2020 feiern. Das war das fünfte Mal, dass er einen Klub zum Aufstieg verhelfen konnte. 2012 führte er den Mogi Mirim EC als vierter der Série D in die dritte Liga und jeweils von der Série B in die erste Liga 2014 AA Ponte Preta als Vizemeister, 2016 Bahia, 2017 Internacional und Sport 2019. Sport wollte mit ihm auch die Saison 2020 bestreiten und gab ihm eine entsprechende Vertragsverlängerung. Nach dem Ausscheiden des Klubs in der ersten Runde des Copa do Brasil 2020 gegen den Brusque FC wurde er bereits am 13. Februar 2020 wieder entlassen.
Im März 2020 gab der Ceará SC die Verpflichtung von Ferreira bekannt. Alle Wettbewerbe war in ihrer Austragung von der COVID-19-Pandemie überschattet. Ferreira konnte den Klub im August zu einem Erfolg in der Copa do Nordeste 2020 führen. In den Finals konnte sein alter Klub Bahia mit 3:1 und 1:0 besiegt werden. In der Serié A 2020 führte er Ceará auf den elften Platz und schrieb ein kleines Stück Geschichte für den Klub. Er war der erste Trainer, der den Klub die vollständige Saison in der Serié A betreute. Für die Saison 2021 erhielt Ferreira eine Verlängerung seines Vertrages. In der Série A 2021 konnte er sich dann bis zum 18. Spieltag halten. Obwohl auf dem achten Platz liegend, folgte dann seine Entlassung.
Im Oktober 2021 kehrte er zum zweiten Mal zu Bahia zurück. In der Série A 2021 konnte Ferreira den Abstieg Bahias in die Série B 2022 nicht verhindern. Trotzdem konnte er beim Klub verbleiben. Am 26. Juni 2022 wurde er nach zwei Niederlagen in Folge gefeuert. Nach dem 14. Spieltag lag der Klub in der Meisterschaft auf dem vierten Platz. Am 14. August gab der in der Série A 2022 spielende Coritiba FC die Verpflichtung von Ferreira bekannt. Der Kontrakt erhielt eine Laufzeit bis Jahresende 2023. Er konnte dem Aufsteiger den Klassenerhalt mit dem 15. Platz sichern, wurde dann aber im Dezember vorzeitig entlassen. Noch im selben Monat gab der Goiás EC seine Verpflichtung für 2023 bekannt. Nach der Niederlage gegen Atlético Goianiense in den Finals der Staatsmeisterschaft von Goiás 2023, erhielt er im April wieder seine Kündigung.
Ende Juni 2023 kehrte Ferreis zu Ceará in die Série B 2023 zurück, konnte sich aber nur zwei Monate halten. Im November 2023 holte ihn dann Coritiba in der Endphase der Série A 2023. Der Klub war vor einem Abstieg in die Série B 2024 nicht mehr zu retten. Seine Verpflichtung war bereits diesbezüglich bedacht und seine Kontrakt bis zum Ende dieser Meisterschaft befristet. Nach dem dritten Spieltag entließ ihn der Klub Anfang Mai wieder. Dafür nahm ihn der Ligakonkurrent Sport Recife Ende Juli unter Vertrag, konnte aber nur vier Wochen bleiben.

## Erfolge
Internacional
- Staatsmeisterschaft von Rio Grande do Sul: 2002

Chapecoense
- Staatsmeisterschaft von Santa Catarina: 2016

Bahia
- Copa do Nordeste: 2017
- Staatsmeisterschaft von Bahia: 2018

Sport
- Staatsmeisterschaft von Pernambuco: 2019

Ceará
- Copa do Nordeste: 2020